# Abstração-Criação
Abstração-Criação (em francês, Abstraction-Création) foi uma associação internacional de artistas plásticos estabelecida em Paris em 1931, com a proposta de superar a arte figurativa e apoiar o exercício da criatividade no campo do abstracionismo. A associação publicou cinco anuários entre 1932 e 1936 e organizou diversas exposições, chegando a congregar cerca de 400 artistas, a maioria da Europa e dos Estados Unidos.

## Histórico
As origens da associação remontam ao movimento Círculo e Quadrado, agrupamento de artistas de tendências construtivistas e abstratas, fundado em Paris, em janeiro de 1929, pelo escritor e artista plástico belga Michel Seuphor e pelo pintor uruguaio Joaquín Torres García. Além de propor a discussão e divulgação das ideias e trabalhos de artistas ligados aos conceitos do construtivismo, o movimento visava contrabalancear a influência do poderoso grupo surrealista liderado por André Breton. Contando com cerca de oitenta participantes,  o grupo Círculo e Quadrado teve curta duração, cessando em 1931. Durante esse período, organizou uma exposição e publicou três números de uma revista chamada Cercle et Carré - nome que posteriormente passaria a identificar o próprio movimento.
Apesar da existência efêmera, o movimento Círculo e Quadrado deu fundamental impulso à arte abstrata e seus propósitos seriam retomados pouco tempo depois pela associação Abstração-Criação. Outra influência importante para o surgimento da associação seria a publicação do Manifesto da Arte Concreta (1930) de Theo van Doesburg, que definia o concretismo como uma manifestação da arte abstrata liberta de quaisquer associações simbólicas com a realidade. A associação foi estabelecida oficialmente em Paris, no dia 15 de fevereiro de 1931, tendo como membros fundadores os pintores franceses Auguste Herbin e Jean Hélion e o escultor belga Georges Vantongerloo.
O grupo se organizaria de forma bastante livre, agregando artistas das mais diferentes tendências não-figurativas (construtivismo, neoplasticismo, expressionismo abstrato, abstracionismo geométrico, etc.) e de diversas nacionalidades, incluindo alguns dos antigos membros do movimento Círculo e Quadrado. Deu continuidade também ao propósito de barrar o ressurgimento da tendência figurativa na década de 1920, que havia sido impulsionada pelo surrealismo e que havia motivado o surgimento do grupo anterior. Em seu ápice, a associação Abstração-Criação chegou a contar com cerca de 400 integrantes. Dentre eles, destacaram-se Jean Arp, Albert Gleizes, František Kupka, Léon Tutundjian, Georges Valmier, Robert Delaunay, Max Bill, Alexander Calder, Piet Mondrian, Naum Gabo, Wassily Kandinsky, Ben Nicholson, Barbara Hepworth, Kurt Schwitters e Tarō Okamoto, entre outros.
A associação realizou inúmeras exposições coletivas na Europa e publicou, entre 1932 e 1936, cinco anuários denominados Abstraction-création: Art non-figuratif. Embora fosse mais numeroso e tenha tido maior duração que o movimento Círculo e Quadrado, o Abstração-Criação não causou o mesmo impacto que o grupo que o antecedeu, em parte porque teve de conviver com outras vertentes estéticas surgidas ou consolidadas na década de 1930, como por exemplo a art decó. Apesar disso, a repercussão de suas atividades acabaria por resultar na formação de grupos menores, como o Unit One de Londres (1933), o Aliança, fundado por Max Bill em Zurique (1936), o American Abstract Artists (AAA), nos Estados Unidos (1936) e o Salon Réalités Nouvelles, na França (1946), contribuindo definitivamente para a assimilação das correntes não-figurativas na arte do século XX.